# Céphale et Procris
Pour les articles homonymes, voir Céphale et Procris.

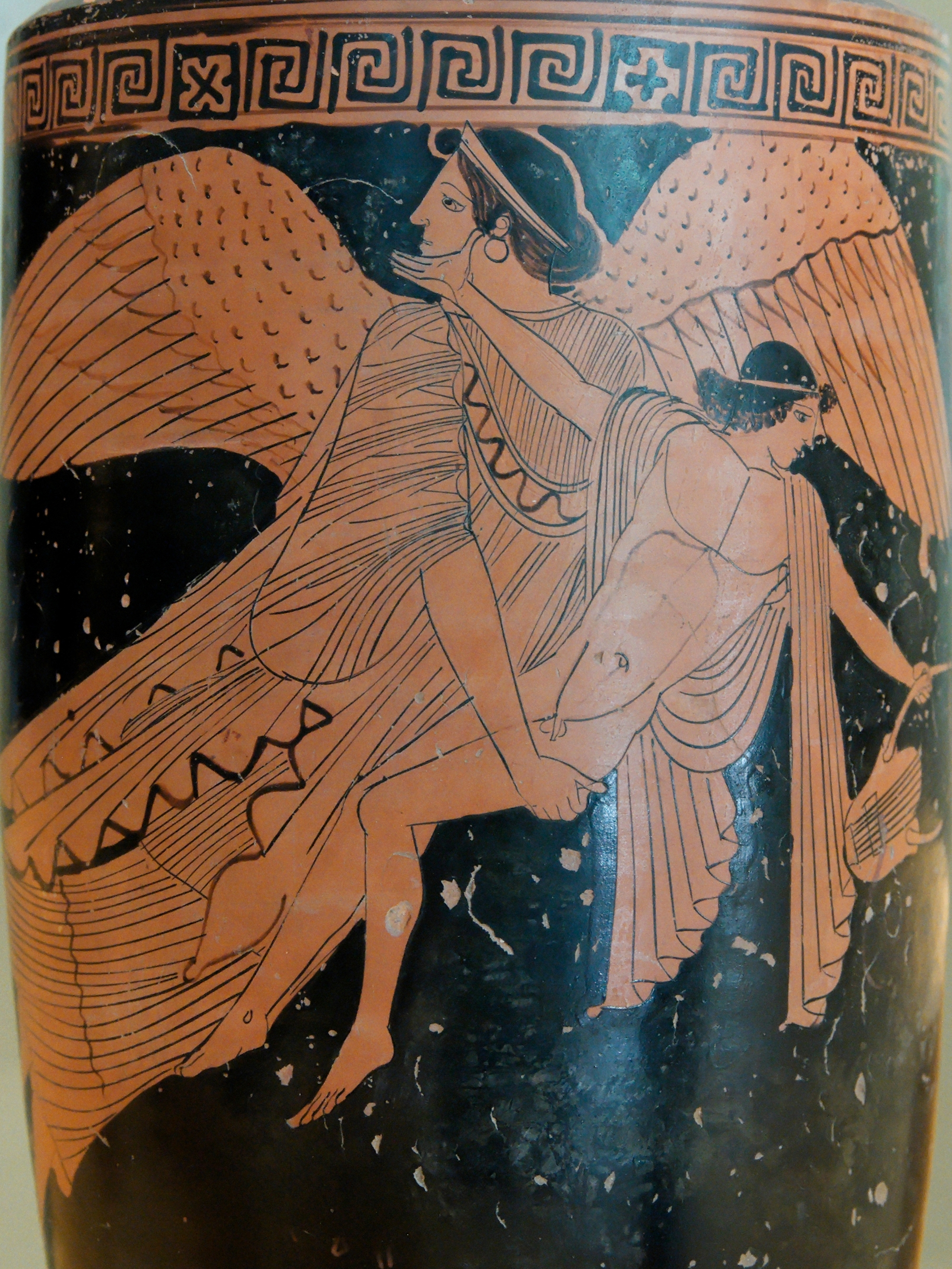
Éos enlevant le jeune Céphale, lécythe attique à figures rouges, v. 470-460 av. J.-C., musée archéologique national de Madrid (Inv. 11158).

Céphale et Procris (en grec ancien Κέφαλος καὶ Πρόκρις / Képhalos kaì Prókris) sont un couple d'amants de la mythologie grecque. Ils ont pour fils Arcésios, roi d'Ithaque.

## Le mythe
Céphale, prince thessalien, fils de Déion et de Diomédé, avait épousé Procris, une des filles d'Érechthée, roi d'Athènes. Elle était d'une beauté remarquable. Céphale inspira une vive passion à Éos (l'Aurore). Celle-ci, pour le détacher de Procris, l'engagea à éprouver la fidélité de son épouse. Dans ce but, il s'introduisit près d'elle, caché sous un déguisement. Ayant réussi à la séduire, il la chassa de sa présence. Procris, honteuse, s'enfuit en Crète où Artémis lui fit don d'un chien infaillible, nommé Lelaps, et d'un javelot magique. Plus tard, Procris revint dans son foyer sous l'aspect d'une séduisante jeune fille, et s'offrit à l'amour de Céphale en échange des cadeaux de la déesse. Céphale accepta et Procris se fit alors reconnaître.

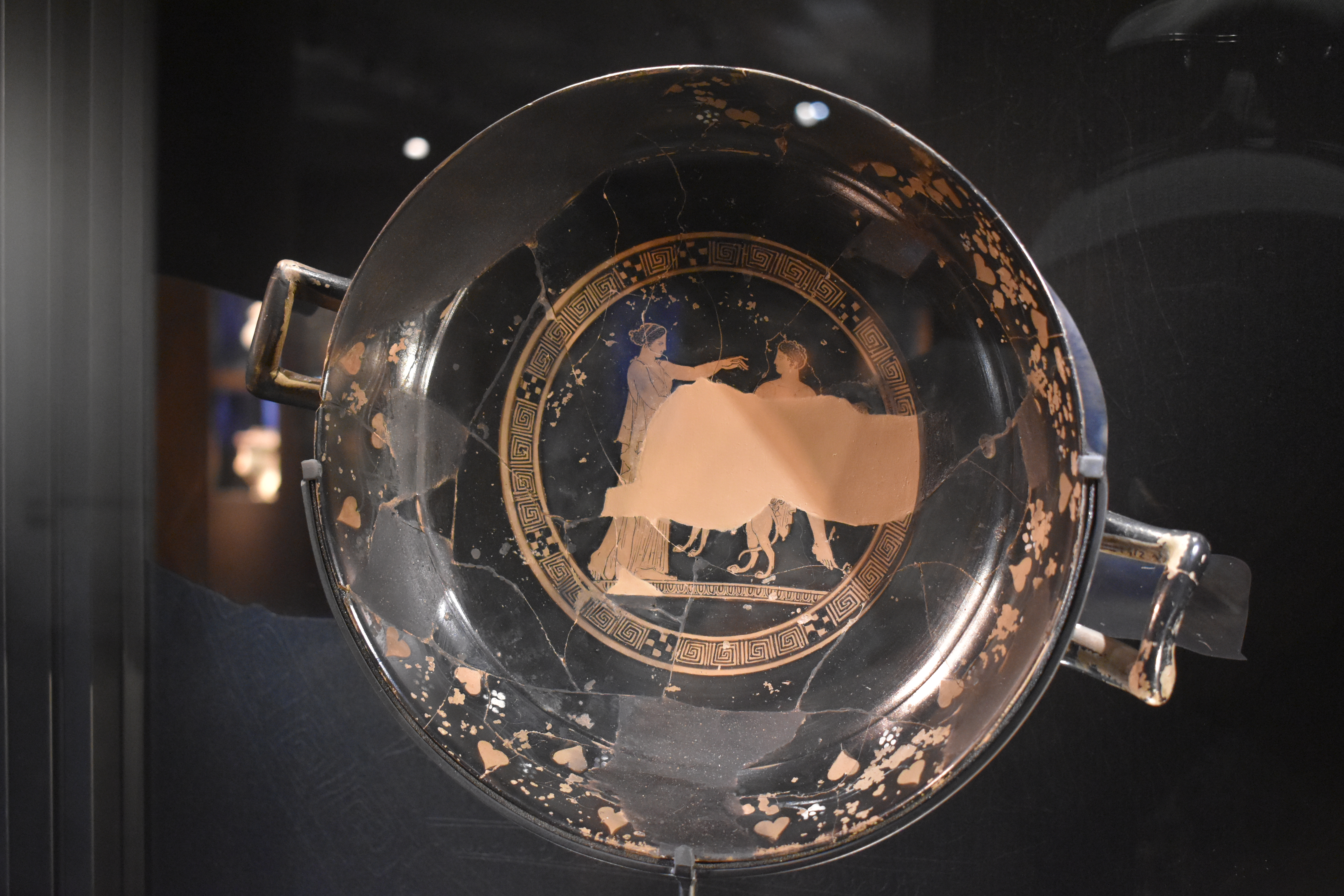
Coupe de Procris et Céphale, 425 av. notre ère, Céramique grecque à figures rouges, musée d'Ensérune.

Les deux époux se réconcilièrent. La jalousie cependant étreignait le cœur de Procris qui pensait que son époux rejoignait Éos lors de ses parties de chasse. Une nuit, elle le suivit donc en cachette. Par mégarde elle remua une branche. Pensant qu'un gibier se cachait derrière le feuillage, Céphale lança son javelot et perça le corps de sa chère Procris. Désespéré par cette mort, il se tua avec le même javelot. Selon une autre version, l'aréopage le bannit pour ce meurtre. Il se retira dans l'île qui prit de lui le nom de Céphalonie. Là, hanté par le fantôme de sa bien-aimée, il finit par se jeter à la mer.

## Interprétations
Selon Michael Janda, le mythe de Céphale « qui a une « tête » » serait à rapprocher du mythe du chasseur Orion et de celui de Prajapati, amant de sa fille Uṣas « la Brillante », personnifiant l'Aurore.
Bernard Sergent, dans son ouvrage Celtes et Grecs, pense déceler une origine commune à ce mythe et au mythe celtique de Celtchar. On y trouve en effet les mêmes motifs de la femme infidèle, de la lance infaillible et du chien extraordinaire.

## Évocations artistiques
Cette légende a inspiré : 
- une tragédie lyrique d'Élisabeth Jacquet de la Guerre, Céphale et Procris, représentée en 1694 ;
- un opéra de chambre Cefalo e Procri d'Ernst Křenek (1934) ;
- le ballet héroïque Céphale et Procris d'André Grétry et de Jean-François Marmontel représenté en 1773 ;

- de nombreux tableaux dont
  - un de Piero di Cosimo

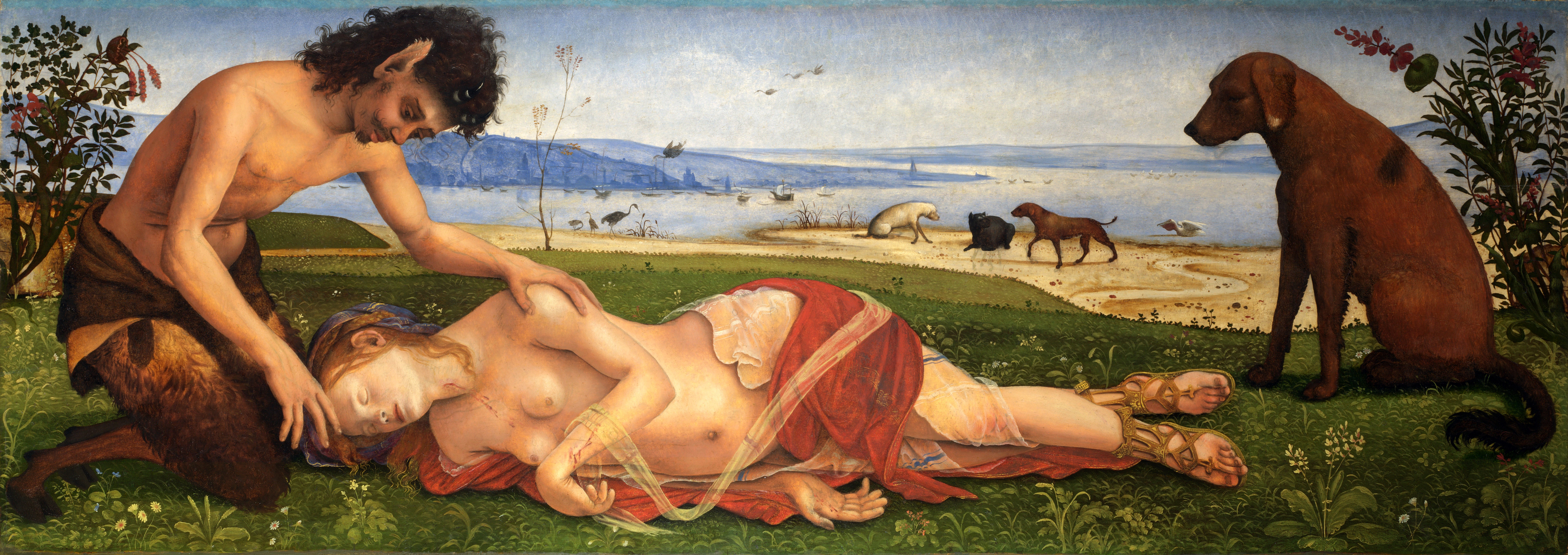
La Mort de Procris, par Piero di Cosimo, vers 1486-1510, National Gallery, Londres.

  - un de Guido Reni conservé au musée de Brunswick ;
  - un de Johann Michael Rottmayr ;
  - un de Bernard Prosper Debia conservé au musée Ingres de Montauban ;
  - Céphale et Procris, de Paul Véronèse conservé au musée des Beaux-Arts de Strasbourg ;
  - un d' Abraham Janssens, une huile sur toile de 112 x 165 cm datée de 1610 au Musée de l'Ermitage à Saint-Pétersbourg
  - un sur cuivre du peintre Willem van Herp (1614-1677) au musée de Fécamp ;
  - un de Louis de Boullogne au début du XVIIIe siècle, conservé au musée d'art Roger-Quilliot de Clermont-Ferrand ;
  - un d'Alexander Macco (vers 1793) ;
  - un de Pierre-Narcisse Guérin (1810) au musée du Louvre ;
  - un de François-Édouard Picot (1824) au musée d'Amiens ;
  - un de João Marques de Oliveira (1879) au musée Soares dos Reis.
- Des statues dont
  - une de Jean Escoula au parc du Château de Rambouillet.

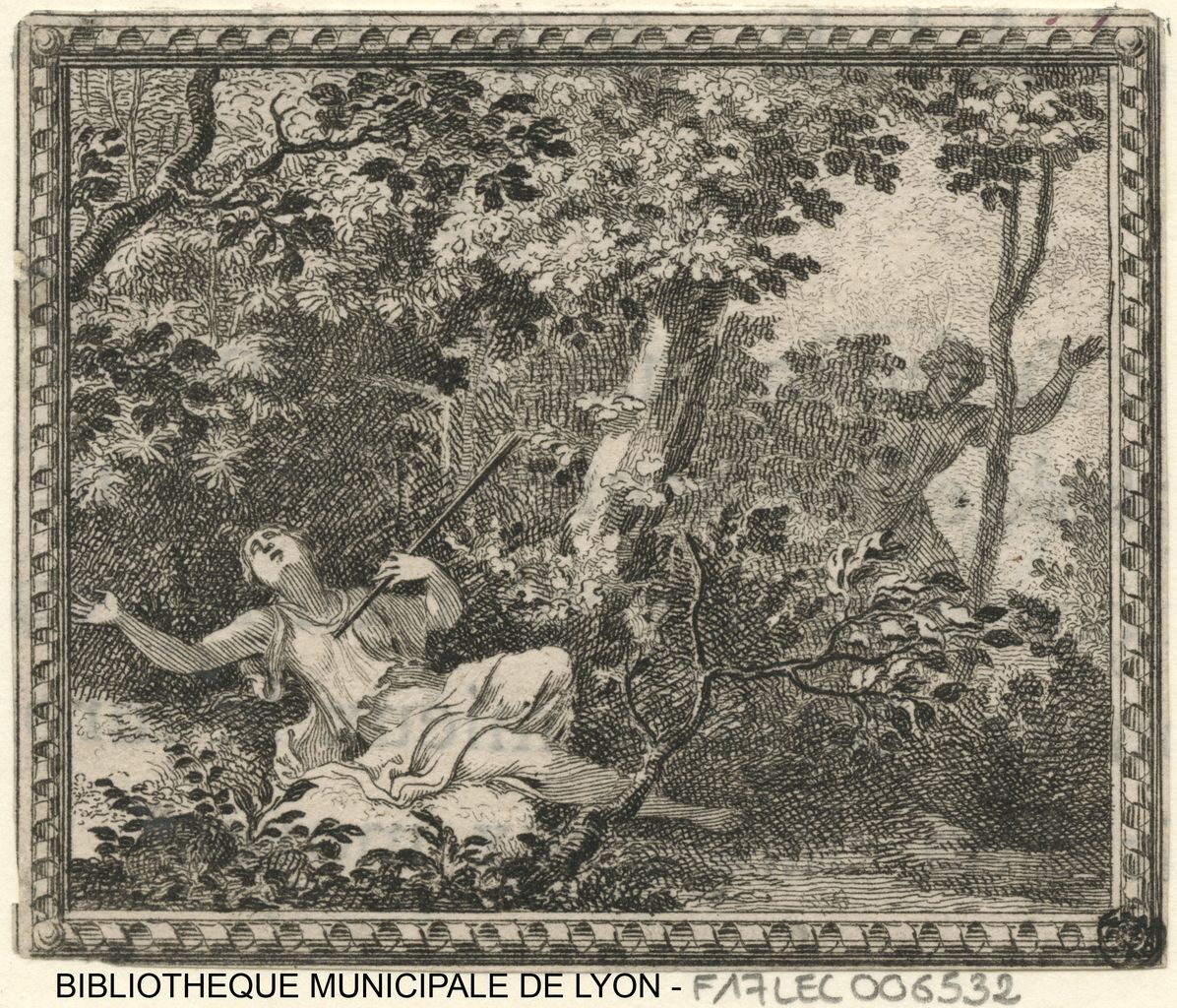
Mort de Procris tuée d'une flèche dans la poitrine (Sébastien Leclerc, pour Les Métamorphoses d'Ovide en rondeaux, 1676)

- Mort de Procris tuée d'une flèche dans la poitrine (Sébastien Leclerc, pour Les Métamorphoses d'Ovide en rondeaux, 1676)Sébastien Leclerc représente cet épisode pour les Métamorphoses d'Ovide en rondeaux, un projet de traduction et illustration des mythes d'Ovide commandé à Isaac de Benserade par Louis XIV et publié en 1676. Ses 39 illustrations sont gravées en taille-douce et eau-forte. Il choisit de faire de Procris une figure éminemment tragique, en jouant notamment avec lumière claire et franche qui éclaire son corps. Elle n'est pas encore complètement tombée, Leclerc l'immortalise alors même qu'elle vient d'être touchée, pas encore morte, encore surprise. Par contraste, Céphale est dans l'ombre, en arrière-plan, il apparaît effrayé, dans un mouvement en avant; il se précipite vers son amante alors qu'il prend conscience du drame qui vient se passer.
- un cabinet en ébène réalisé par Pierre Gole, menuisier parisien, vers 1645, conservé au château d'Ambleville[réf. nécessaire].

- Le jeu vidéo Assassin's Creed Odyssey commence sur l'île où s'est déroulé ce drame. De nombreuses références sont faites à ce mythe et l'une des quêtes consiste à retrouver le javelot avec lequel Procris fut tuée.

### Sources antiques
- Pseudo-Apollodore, Bibliothèque [détail des éditions] [lire en ligne] (I, 9, 4 ; II, 4, 7 ; III, 14, 3 ; III, 15, 1).
- Antoninus Liberalis, Métamorphoses [détail des éditions] (XLI).
- Apollonios de Rhodes, Argonautiques [détail des éditions] [lire en ligne] (I, 234).
- Callimaque, Hymnes [détail des éditions] (lire en ligne) (Artémis, v. 209).
- Homère, Odyssée [détail des éditions] [lire en ligne] (XI, 321).
- Hygin, Fables [détail des éditions] [(la) lire en ligne] (XLVIII ; CLXXXIX ; CCLIII).
- Ovide, Métamorphoses [détail des éditions] [lire en ligne] (VII, 661-865).
- Pausanias, Description de la Grèce [détail des éditions] [lire en ligne] (I, 37 ; X, 29).
- Strabon, Géographie [détail des éditions] [lire en ligne] (X, 2, 14).
- Virgile, Énéide [détail des éditions] [lire en ligne] (VI, 447).